# Pedro Eustache
Pedro Eustache (Caracas, 1959. augusztus 18. –) venezuelai fuvolaművész, zeneszerző, hangszerkészítő és gyűjtő. Nádnyelves hangszereken és egyéb fafúvósokon is játszik.

## Tanulmányok
Eustache először Venezuelában tanult Michel Eustache (testvére), Ernesto Santini, Antonio Jose Naranjo és Glenn Egner mellett, miközben José Antonio Abreu "Venezuelai Ifjúsági Nemzeti Zenekarának" (ma El Sistema) tagja volt. A diploma megszerzése után a venezuelai kormánytól ösztöndíjat kapott, hogy Európában tanulhasson a Hector Berlioz Konzervatóriumban és a L'Ècole de Musique d'Asnières-ben, Raymond Guiot-nál, illetve Pierre-Yves Artaud-nál, majd továbbképzéseket folytatott Aurèle Nicolet-nél a svájci Bázelben. A Kaliforniai Művészeti Intézetben (California Institute of the Arts) jazzből szerzett képzőművész mesterdiplomát.

## Karrier
2009 februárjában Eustache bemutatta "Suite Concertante for World Woodwinds & Symphony Orchestra" című kompozícióját. Eustache 21 szóló fafúvós hangszeren lépett fel honfitársa, Gustavo Dudamel vezényletével az "Orquesta Sinfónica Simón Bolívar" zenekarral a venezuelai Caracasban.
Eustache "Többirányú fuvola" koncertet adott a Párizsi Konzervatóriumban. Ő volt a nyitó szólista a 2014-es sevillai harmadik Nemzetközi Spanyol Fuvolakongresszus "gálakoncertjén".
Eustache 2014. októberében az Alabama állambeli birminghami Samford Egyetem fúvósegyüttesének szólistája volt, Demondrae Thurman szólista és karmester vezényletével, Birmingham Alabama. 2008-ban és 2015-ben a "Palais de L'UNESCO"-ban adott szólókoncertet a Közel-keleti Biblia Társaság [Libanon] égisze alatt a libanoni Bejrútban, Dr. Michel Bassous vezetésével. Egyike volt az örmény kormány és Garik Israelian által meghívott vendég szólistáknak a hat órás "80 éves jubileumi tiszteletkoncertre" Jerevánban, Örményországban.

### Egyéb fellépések

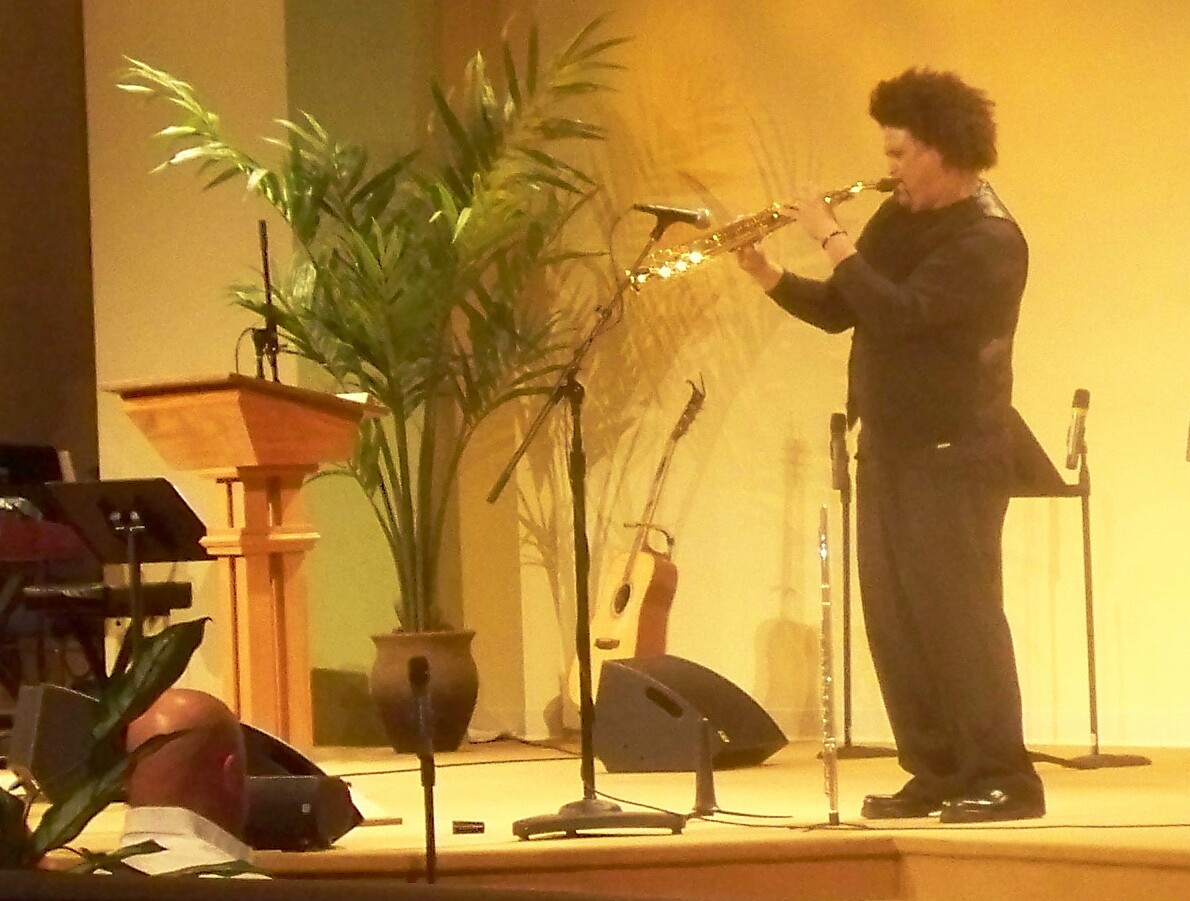
Eustache fellépése a kaliforniai Santa Clarita-ban 2009 májusában

Eustache részt vett a 2022-es The Game Awards díjátadón, ahol a Game Awards zenekarával lépett fel, mielőtt kihirdették volna az év játékát. Lelkes előadását és a több fúvós hangszer közötti zökkenőmentes váltásokat azonnal észrevették a nézők, különösen a Xenoblade Chronicles 3 zenéje alatt. Ezek után, egész este a #FluteGuy hashtaget tartották trendingben a Twitteren, és sokan az egész díjátadó fénypontjának tartották. Eustache előadására adott pozitív visszajelzések hatására visszatért a következő Game Awards ceremóniákra is, ahol ismét a Game Awards zenekarával lépett fel az Év játéka bejelentése előtt.

### Oktatás
2014 októberében a Samford Egyetemen volt rezidens művész, ahol zenei alapismeretek, zeneesztétika, nyugati klasszikus előadásmód, jazz-improvizáció és világzenei fúvósok mesterkurzusokat tartott.
Eustache tanított klasszikus nyugati fuvolát a Venezuelai Nemzeti Ifjúsági Szimfonikus Zenekar Konzervatóriumában, a Gyermekzenekar Konzervatóriumában; jazz fuvolát 1993-95-ben a Kaliforniai Művészeti Intézetben, hazájához való újbóli kötődésként, "Bevezetés a zenei technológiába", "Improvizáció nem improvizátoroknak" I. és II. rész és "Világzene I.": Bevezetés Észak-India klasszikus zenéjébe" [bővített kurzusok] az Instituto Universitario de Estudios Musicales-ben.

## Diszkográfia
Szólistaként:
- Hymns Of Yesterday & Today (2007)
- Global Mvission (2004)
- The Giant Sleeps (1995)
- Strive for Higher Realities (1993)
- Dűne: Második rész (2024)

## Fordítás
Ez a szócikk részben vagy egészben  a   Pedro Eustache című angol Wikipédia-szócikk ezen változatának fordításán alapul.  Az eredeti cikk szerkesztőit annak laptörténete sorolja fel. Ez a jelzés csupán a megfogalmazás eredetét és a szerzői jogokat jelzi, nem szolgál a cikkben szereplő információk forrásmegjelöléseként.